# 巨浦乡
巨浦乡，是中华人民共和国浙江省丽水市青田县下辖的一个乡镇级行政单位。

## 行政区划
巨浦乡下辖以下地区：
巨浦村、湖云村、下湾村、城门村、驮垄村、王谢村、坑下村、徐山村、枫桥村和西坑村。